# OSV型
OSV型（OSVがた）とは、文を作るときに目的語 (Object) - 主語 (Subject) - 動詞 (Verb) の語順を取る言語を表す言語類型学の用語である。自然な表現において、次のような三つの構成素からなる言語類型を示す。例：「オレンジ サム 食べた」（サムはオレンジを食べた）。これらの構成の支配的語順によって言語を分類するときに使用される表記法である。
この語順は稀である。この語順を使う言語の一つの例は、ナドゥブ語である。またシャバンテ語、ヤママディ語、アプリニャ語、カヤビ語などいくつかの他のブラジルの言語でも見られる。サルデーニャでは、イタリア語を話す際、極めて頻繁に OSV を使う。それはイディッシュ語でも稀ではなく、ドイツ語でも時々見られた。この二つの言語においては、この語順は一般的に目的語の特徴を強調するために使用される。この構造は、通常、以下の例のように未来時制か接続詞 but を伴うとき、英語でも現れることがある。さらには、日本語でも時折見られる。
例 : 「箱を　私が　開けた」
例 : "To Rome I shall go!", "I hate oranges, so apples I'll eat!"
または、関係詞において、関係代名詞が直接目的語、または間接目的語である場合、"What I do is my own business." のようになる。OSV はアメリカ手話でも使われる。これはマラヤーラム語の二つの共通語順の一つ（もう一つは SOV型）でもある。また日本語では SOV の語順に次いで一般的な語順であり、やはり目的語を強調する時に用いる。
その風変わりな響きのため言語発明者にしばしば選ばれるので、この語順は、テオナートのようないくつかの人工言語でも現れる。スター・ウォーズのキャラクターヨーダは、この語順に修正された形で話す。